# Capitolato generale delle opere pubbliche
Il capitolato speciale d'appalto delle opere pubbliche è un documento, allegato al contratto di appalto, in cui sono contenute le prescrizioni tecniche da applicare all'oggetto del singolo contratto medesimo.
A norma dell'articolo 43 del D.P.R 207/2010, il capitolato generale è diviso in due parti: nella prima parte sono illustrati tutti gli elementi necessari per una compiuta definizione tecnica ed economica dell'oggetto dell'appalto; nella seconda parte sono descritte le specifiche modalità di esecuzione della lavorazione, nonché le caratteristiche dei materiali, l'ordine di esecuzione dei lavori. 
In caso di particolare rilevanza socio-culturale, il capitolato speciale, deve contenere, a cura dell'esecutore dell'opera, un documento (piano di qualità di costruzione), da sottoporre all'approvazione del Direttore dei Lavori.
Il capitolato speciale d'appalto obbliga l'esecutore a presentare, prima dell'inizio dei lavori, un cronoprogramma che preveda i tempi di lavorazione e l'ammontare presunto, parziale e progressivo, dell'avanzamento dei lavori alle scadenze contrattualmente stabilite per la liquidazione dei certificati di pagamento.